# An Annotated Checklist of the Italian Vascular Flora
An Annotated Checklist of the Italian Vascular Flora (abreviado Annot. Checkl. Italian Vasc. Fl.) es un libro con ilustraciones y descripciones botánicas que fue escrito conjuntamente por F.Conti, G.Abbate, A.Alessandrini, C.Blasi, eds. y publicado en Roma en el año 2005.